# Большакова Анастасія Миколаївна
Большакова Анастасія Миколаївна (нар. 15 серпня 1977, Харків) — практикуючий психолог, викладач, науковець, доктор психологічних наук (2011), професор (2013), професор кафедри психології, педагогіки та філології Харківської державної академії культури.

## Біографія
Большакова Анастасія Миколаївна народилася 15 серпня 1977 у Харкові. Закінчила Харківський національний університет внутрішніх справ за спеціальністю «Практична психологія». З 1999 році працює в ХДАК, обіймаючи посаду викладача, старшого викладача, доцента кафедри, декана, професора кафедри. Викладає наступні дисципліни: «Вступ до спеціальності», «Основи психологічного консультування», «Основи сімейного психологічного консультування», «Експериментальна психологія», «Основи психологічного консультування у напрямі когнітивно-поведінкової терапії», «Основи психологічного консультування у напрямі схема-терапії», «Основи психологічного консультування у напрямі терапії прийняття та відповідальності», «Психологія впливу», «Конфліктологія». Сфера наукових інтересів стосується проблем актуалізації особистісного потенціалу, соціально-психологічних проблем життєтворчості, самореалізації особистості на життєвому шляху. У 2000 році захистила кандидатську дисертацію «Фрустраційна толерантність як складова психологічної готовності пожежних до професійної діяльності в екстремальних умовах». У 2003 році здобула вчене звання доцента. У 2011 році захистила докторську дисертацію «Особистісна реалізованість людини в онтогенезі» (наук. консультант проф. С. Д. Максименко). У 2012 році здобула диплом стипендіата Харківської обласної державної адміністрації в галузі науки ім. В. Н. Каразіна (з гуманітарних наук) за значні досягнення в галузі науки. Вчене звання професора отримала у 2013 році.
Наукову та викладацьку діяльність поєднує з практичною, надає психологічну допомогу з таких проблем: втрата сенсу життя, відчуття тривоги, занепокоєння, страху, панічних нападів, тяжкої втрати, важкого процесу горювання та інші. Психологиня є сертифікованою консультанткою з позитивної психології, арт-терапевтом, коучем, майстром-ведучою психологічних трансформаційних ігор. Закінчила наступні сертифікаційні програми з психотерапії та курси підвищення кваліфікації: Пропедевтика психічних захворювань, Психологічне консультування у напрямі позитивної психотерапії, Сучасна когнітивно-поведінкова терапія, Індивідуальна схема-терапія, Поведінкова терапія, Когнітивно-поведінкова терапія у групі, АСТ — Терапія прийняття та відповідальності, Терапія, сфокусована на співчутті (CFT), АСТ тривожних розладів та депресії + CFT, Короткотермінова психотерапія, сконцентрована на розв'язку, Арт-терапія з різними категоріями населення, Основи психологічної травми, Мотиваційне інтерв'ювання, Наративно-експозиційна терапія (NET), КПТ модель консультування для ковпінгу з викликами війни, Діти і війна: навчання технік зцілення, Основи травмотерапії, Психологічне консультування, короткострокові навчальні програми з роботи з втратою, суїцидальністю, стресом, травмою.
Викладала в Українській інженерно-педагогічній академії дисципліни: Психодіагностика та Диференційна психологія.
Науковиця входить до складу Української спілки психотерапевтів (УСП), Національної психологічної асоціації (НПА), Асоціації психологічного консультування та травмотерапії, Американської психологічної асоціації (АРА).
Член редакційної колегії наукового видання «Вісник ХНПУ ім. Г. С. Сковороди». Серія: Психологія.
Член спеціалізованих вчених рад: Д 64.700.04 у Харківському національному університеті внутрішніх справ (19.00.06 — юридична психологія); Д 64.053.08 у Харківському національному педагогічному університеті ім. Г. С. Сковороди (19.00.01 «Загальна психологія, історія психології», 19.00.07 «Педагогічна та вікова психологія»).
Бере участь в атестації наукових кадрів як офіційний опонент.

## Основні праці
- Большакова А. Н. Социальная психология : конспект лекций / А. Н. Большакова ; Харьк. гос. акад. культуры, Каф. соц. психологии. — Харьков : ХГАК, 2001. — 119 с.
- Большакова А. Н. Методологические основы психодиагностики : конспект лекций / А. Н. Большакова ; М-во культуры и искусств Украины, Харьк. гос. акад. культуры. — Харьков : ХДАК, 2002. — 86 с.
- Большакова А. Н. Патопсихология с основами дефектологии / А. Н. Большакова ; Харьк. гос. акад. культуры, Каф. соц. психологии. — Харьков : ХГАК, 2002. — 78 с.
- Большакова А. Н. Социальная психология для менеджеров : учеб. пособие / А. Н. Большакова. — Ростов н/Д : Феникс, 2004. — 352 с. — (Учебники для высшей школы).

- Большакова А. М. Вікова динаміка показників особистісної реалізованості/потенційності / А. М. Большакова // Проблеми сучасної психології. — Кам'янець-Подільський, 2010. — Вип. 10. — С. 43–53.
- Большакова А. М. Психологія особистісної реалізованості суб'єкта життєвого шляху : монографія / А. М. Большакова ; Класич. приват. ун-т. — Запоріжжя : КПУ, 2011. — 311 с.
- Большакова А. М. Емпірична типологія показників особистісної реалізованості / А. М. Большакова // Проблеми сучасної педагогічної освіти : педагогіка і психологія. — Ялта, 2011. — Вип. 31, ч. 2. — С. 32–41.
- Большакова А. М. Життєтворчі здібності як особистісний потенціал подолання складних життєвих ситуацій / А. М. Большакова // Вісн. Харків. нац. пед. ун-ту ім. Г. С. Сковороди. [Сер.] Психологія. — Харків, 2013. — Вип. 45, ч. 2. — С. 5–14.
- Трансформація картини світу у процесі психологічного супроводу міжкультурної адаптації студентів-іноземців у країні навчання: монографія / [авт. кол.: А. О. Борисова, А. М. Большакова, О. М. Білик та ін.; за заг. ред. А. О. Борисової]. — Харків: Лідер, 2017. — 178 с.
- Большакова А. Розвиток особистісних ресурсів гармонійності академічно здібного учня основної школи : навч.-метод. посіб. / А. Большакова, О. Щербакова. — Київ : Арт Економі, 2020. — 248 с.
- The Cognitive-Behavioral Model of Clinical Aspiration for Hubristic Superiority / K. Fomenko, T. Khomulenko, A. Bolshakova, O. Kuznetsov // Психологічне консультування і психотерапія. — 2021. — Вип. 16. — С. 34–39.
- Content, hierarchy, intensity of motives and their possibility to be implemented in servicemen with various levels of effectiveness of service activity / O. Kolesnichenko, Y. Matsegora, I. Prykhodko, S. Larionov, A. Bolshakova, O. Bilyk [and others]. — Article // Romanian Journal of Military Medicine. — Bucharest, Romania : CAROL DAVILA UNIV MEDICINE & PHARMACY PUBL, 2022. — Vol. 125, iss. 1. — С. 79–96.
- Большакова А. М. Особливості психосоматичної симптоматики студентів-психологів як передумова професійної деформації / А. М. Большакова, І. О. Віденєєв // Вчені записки Таврійського нац. ун-ту ім. В. І. Вернадського. Серія: Психологія. — 2022. — Т. 34 (73), № 5. — С. 26–31.
- Большакова А. Провина того, хто вижив : сутність, принципи роботи в КПТ (когнітивно-поведінкова терапія) / А. Большакова // Культура та інформаційне суспільство ХХІ століття. У 2 ч. / М-во освіти і науки України, Ін-т модернізації змісту освіти, М-во культури та інформ. політики України, Харків. держ. акад. культури, Наук. т-во студентів, аспірантів, докторантів та молодих учених ХДАК, Нац. акад. мистецтв України ; [редкол.: Н. О. Рябуха та ін.] : матеріали міжнар. наук.-теорет. конф. молодих учених, 20-21 квіт. 2023 р. — Харків : ХДАК, 2023. — Ч. 1. — С. 137—138.